# クーチチング郡 (ミネソタ州)
クーチチング郡（英: Koochiching County、[ˈkuːtʃɪtʃɪŋ] KOO-chitch-ing）は、アメリカ合衆国ミネソタ州の北部に位置する郡である。面積では東に隣接するセントルイス郡に次いで州内第2位である。2020年国勢調査での人口は12,062人であり、2010年の13,311人から9.38％減少した。郡庁所在地はIcebox of the Nation（全米のアイスボックス）の異名を取るインターナショナルフォールズ市（人口5,802人）であり、同郡で最多の人口を抱える都市でもある。ボイスフォート・インディアン居留地の一部が郡域に入っている。ボエジャーズ国立公園の小部分が郡北東隅に伸びてきている。

## 歴史
約1万年前、クーチチング郡の90％はアガシー湖に覆われていた。湖水が後退すると、植生の少ない湿地が残った。その結果、郡北部の4分の3には深さ2フィート (0.6 m) ないし50フィート (15 m) の泥炭が埋まっている。
クーチチング郡となった地域には、1900年代初期に開拓者が入ってきた。1906年にイタスカ郡から分離して設立されたので、ミネソタ州では新しい方の郡である。「クーチチング」という郡名は、オジブウェー語の Gojijiing、もしくはクリー語の Kocicīhk（文献によっては "Ouchichiq"）から来ており、どちらも「入り江の場所」を意味しており、隣接するレイニー湖とレイニー川を指している。J・A・ジルフィラン牧師はその意味について「ある者に拠れば、隣接する湖、他の者に拠ればどこかの湖」と記しており、おそらくオンタリオ州南部にあるクーチチング湖を指している。初期のヨーロッパ系住民（フランス人）は、レイニー川の滝で霧のような雨が降っていたので、近くの水域を Lac à la Pluie （レイニー湖）と Rivière à la Pluie （レイニー川）と名付けた。その地はインターナショナルフォールズと呼ばれる開拓地になった。
| 年     | 民主党      | 共和党      |
| ------ | ----------- | ----------- |
| 2008年 | 53.65% 3649 | 43.55% 2962 |
| 2004年 | 50.10% 3662 | 48.42% 3539 |
| 2000年 | 42.20% 2903 | 51.21% 3523 |

## 地理
アメリカ合衆国国勢調査局に拠れば、郡域全面積は3,154.32平方マイル (8,169.7 km2)であり、このうち陸地3,102.36平方マイル (8,035.1 km2)、水域は51.96平方マイル (134.6 km2)で水域率は1.65％である。
主要河川としては、ビッグフォーク川、リトルフォーク川、ラットルート川、ブラック川、ラピッド川がある。郡内最高地点はノーソーム地域の標高1,426フィート (435 m) の地点であり、レイニー湖の標高より325フィート (99 m) 高い。土地は大半が平坦であり、アガシー湖の底だった地域が湿地になっている。植物が変化した泥炭のある低地もある。先カンブリア時代の岩石が露出したところもある。緑色岩やその片岩を含む地盤は地球最古のものだと言われている。郡の北東端はボエジャーズ国立公園とブラックベイである。フランツ・ジュブヌ州立公園はインターナショナルフォールズとボーデット市の間のレイニー川沿いにある。

### 主要高規格道路
| - アメリカ国道53号線 - アメリカ国道71号線 - ミネソタ州道1号線 - ミネソタ州道6号線 - ミネソタ州道11号線 - ミネソタ州道228号線 | - ミネソタ州道46号線 - ミネソタ州道65号線 - ミネソタ州道217号線 - ミネソタ州道332号線 |

### 隣接する郡など
- カナダ、オンタリオ州、レイニーリバー地区 - 北
- セントルイス郡 - 東
- イタスカ郡 - 南
- ベルトラミー郡 - 南西
- レイクオブザウッズ郡 - 北西

### 国立保護地域

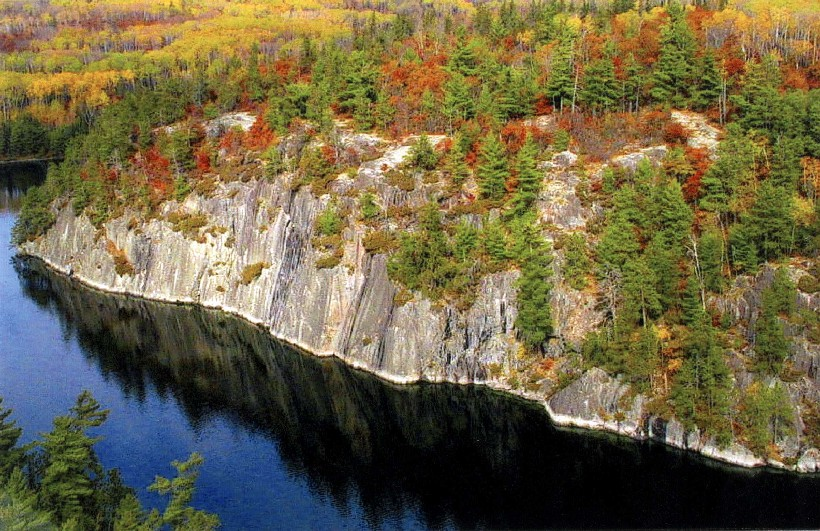
ボエジャーズ国立公園

- スペリオル国立の森（部分）
- ボエジャーズ国立公園（部分）

## 湖
クーチチング郡には20の湖がある。

## 人口動態

2000人口ピラミッド

以下は2000年国勢調査による人口統計データである。
| 基礎データ - 人口: 14,355人 - 世帯数: 6,040 世帯 - 家族数: 3,962 家族 - 人口密度: 2人/km2（5人/mi2） - 住居数: 7,719軒 - 住居密度: 1軒/km2（2軒/mi2） 人種別人口構成 - 白人: 96.12% - アフリカン・アメリカン: 0.19% - ネイティブ・アメリカン: 2.15% - アジア人: 0.17% - 太平洋諸島系: 0.06% - その他の人種: 0.08% - 混血: 1.23% - ヒスパニック・ラテン系: 0.56% 先祖による構成 - ノルウェー系：21.2％ - ドイツ系：19.8％ - スウェーデン系：12.3％ - アイルランド系：7.0％ 年齢別人口構成 - 18歳未満: 23.9% - 18-24歳: 6.4% - 25-44歳: 25.8% - 45-64歳: 26.0% - 65歳以上: 18.0% - 年齢の中央値: 42歳 - 性比（女性100人あたり男性の人口） - 総人口: 98.5 - 18歳以上: 95.2 | 世帯と家族（対世帯数） - 18歳未満の子供がいる: 28.4% - 結婚・同居している夫婦: 53.3% - 未婚・離婚・死別女性が世帯主: 8.5% - 非家族世帯: 34.4% - 単身世帯: 30.4% - 65歳以上の老人1人暮らし: 14.5% - 平均構成人数 - 世帯: 2.33人 - 家族: 2.88人 収入と家計 - 収入の中央値 - 世帯: 36,262米ドル - 家族: 43,608米ドル - 性別 - 男性: 40,642米ドル - 女性: 22,261米ドル - 人口1人あたり収入: 19,167米ドル - 貧困線以下 - 対人口: 12.1% - 対家族数: 8.4% - 18歳未満: 16.1% - 65歳以上: 13.4% |

## 都市と町
クーチチング郡には組織化された政府のある郡区は無い。公有地測量システムで定義された測量郡区は存在するが、どれも組織が無い。6都市の政府が創設され、それ以外の区域は未編入領域である。
| 都市 | 未組織の町 | 未編入の町 | ゴーストタウン |
| --- | --- | --- | --- |
| - インターナショナルフォールズ - 郡庁所在地 - ビッグフォールズ - リトルフォーク - ミズパ - ノーソーム - ラニエ | - レイニーレイク - イーストクーチチング - サウスクーチチング - ノーソーム - ノースウェストクーチチング - ネットレイク | - バーチデール - ブランブル - セントラル - クレイグビル - エリックスバーグ - フォレストグローブ - フロンティア - ジェメル - グランドフォールズ - インダス - アイランドビュー - リンドフォード - ローマン - マーギー - ネットレイク - ペランド - パイントップ - ラウチ - レイ - シルバーデール - ワイルドウッド | - ボーダー - フェアランド - フォールズジャンクション - ゲイツコーナー - ジェイムソン - ローレル - マニトウ - ナコダ - レイニーレイクシティ - リッジ - サウスインターナショナルフォールズ - ザパインズ - ウェイランド |

アニメーションの「ロッキー・アンド・ブルウィンクル」に出てくるフロストバイトフォールズの町はクーチチング郡にあるという設定である。この名前はインターナショナルフォールズに敬意を表した命名と見なされている。